# ラッキーマン
ラッキーマンは、ガモウひろしの漫画、およびそのアニメ作品『とっても!ラッキーマン』に登場する架空の人物。本編の主人公。アニメ版の声優は田中真弓。

## 人物概要
「幸運の星」出身の、宇宙一ツイてる宇宙人。ヒーロー協会発行の「ヒーロー認定証」を幸運にも拾い、実力はないが運のよさだけで敵と戦うヒーロー「ラッキーマン」となる。
ある日、凶悪宇宙人を追跡中に地球に逃げ込まれ、たまたま死亡してしまった洋一（後述）と一心同体になり、以降劇中ではその人格はほぼ洋一のもの。
本来のラッキーマンは自分のラッキーぶりに自信満々な節を見せていたが、ずっと運の悪かった洋一は自分のラッキーに自信が持てず、おまけに力が弱くてまともな技もないことから、自分で戦うのを嫌がり、元々のお調子者で利己的なヒーローらしからぬ性格であるため、自分の命が危うくなるとあっさり味方を裏切って、事態が好転する（それも彼の力）と戻ってきたり、処刑されそうになった時、仲間が先に連れていかれると「ラッキー」と喜ぶ、逆の場合はそのことを棚に上げて切れるなどヒーローという以前に人として問題がある人物。ただし、そうなったのはヒーローが増えてきた中盤からで、それ以前はそれなりに（渋々）戦っており、特に初期や読み切りではラッキーマンになれることを喜んでいた。
初期の頃はラッキーで勝っても「計算通り」と豪語していた（見代や努力マンなどを除いて誰も信じない）が、やがて自ら認めるようになり、ラッキーが起こるとピースをして「ラッキー」と言うようになった。
最終戦後はまたもラッキーで大宇宙神に就任、最初こそは不真面目だったが元々資質もあったのか、次第に聡明で思慮深い大宇宙神となった。その後「ビッグコスモスゴッドリング（大宇宙神指輪）」の力で洋一に命を与えて分離したものの、スーパースターマンのせいでまたも洋一が死んでしまい、地球で再度一体化する羽目になった。
基本的に強運の持ち主だが、回によっては「元祖ラッキーマンが過去に起こした行動の尻拭いをさせられる」「不用意な発言をして意図せず戦闘に参加させられる」、アニメでは「調子に乗りすぎて周囲の怒りを買って追い回される」「江戸時代に湯飲みを残したまま現代に帰還してしまう」「見代と抱き合っている所をです代に妨害される」など常にラッキーというわけではない様子。また、運任せ故に周囲だけでなく本人すら予測不能なため完全無敵というわけではなく、痛い目を見たり、ピンチに陥ったりすることもあり、そのたびに命乞いをしたり「今度こそ私の最期なのね」と絶望することがしばしばある。

### 特徴
- 赤を基調とした体色で、胸には大きく「大吉」と書かれている。この文字は状況によって別の文字に変わることがある（#吉凶とパワーアップを参照）。
- 福耳を持つ。この耳にはピアスの穴が開いている。
- 額には「今世紀（20世紀）最大の茶柱」が立っている湯飲みが装着されている。このお茶は飲むこともでき、額に付け直せばまたいくらでも沸いてくる。バクダンマンとの戦いの際にわずかに欠けている。底には90万年前にヒーロー神が無くしたビッグコスモスゴッドリングが入り込んでいた。
- 背中には文字（たまに絵）が浮かび上がり、これを見せることで会話も可能で、小さなギャグを見せることがある[4]。読切版では着ぐるみのように背中にチャックがあった。
- 手の平には絵に描いたような最高の手相があり、足の裏には「サイコ～」と書かれている。股下は70cmと、変身前より長くなっている。
- 口の下にホクロがある、実は二重まぶた、など、細かな特徴が単行本で明かされている。
- 右心臓の持ち主であり、極悪教師マンとの戦いの際に左胸を突き刺されたが、それによって一命を取りとめている。
- 登場時には「ラッキー、クッキー、○○キー」と決めゼリフを言う（登場時でなくとも言う場合がある）。この際に3つ目の「○○キー」は、ラッキーマンが心の中で「キーワード選択機ー」とつぶやき、それにより出現するキーワード選択機によって777億のキーワードの中から現状に最適なものが選ばれ、それに関連するアイテムを自動的に出してくれる。それらのアイテムが話の流れで攻撃・防御・決め手などに使われることもある。しかし、1回の戦闘で1度出したアイテムは再度出すことはできず、ラッキーとクッキーを出すには頭に「また」とつける必要がある[5]。また、アニメではその前に「実力はないが、ついてついてつきまくる宇宙一ラッキーな正義の味方、ラッキーマン!ただいま参上!ハッハッハッハッ!」の台詞が追加されている。
- あまり長い期間変身すると、食べたラッキョウが完全に消化されて変身が解けてしまう[6]。ラッキョウを食べ直せばラッキーマンに戻れるが、その際には洋一の不運と相まって、変身したい時はなかなかラッキョウを食べることができず、逆に変身したくない時は嫌でもラッキョウを食べてしまう。
- 洋一の頃に数々の不幸を身に浴びたためか、勝利マンのビクトリービームと天才マンのカッ光線を同時に喰らっても、数十秒後には立ち直っているなど、耐久力・回復力は高い。

### 追手内洋一（ついてない よういち）
- ラッキーマンの人間時の姿で、物事があり得ないほどに都合が悪く進んでいる日本一ついてない中学生（原作終盤では高校生）。13日の金曜日、仏滅生まれ。身長142cm、体重42kg、股下42cm、足のサイズ24cm。すべて4と2がつく縁起の悪いものとなっている。
- 少しでも自分に都合よくなるとすぐに調子に乗る性格で、後先考えず行動しては日頃の不運と持ち前のドジが重なって悲惨な目に遭っている。アニメでは死を覚悟した時の仲間たちとの回想もろくな思い出がなく、ほとんどの人間から嫌われている。面倒臭がりなところがあり、一度だけ努力マンに主人公の座を譲ろうとしたことがある。
- ラッキーマンに変身可能になってから通常時の運の悪さが激増し、「日本一」→「世界一」→「宇宙一（第3小宇宙一）」果ては「大宇宙一」にまでなった。しかし、最終話で元祖ラッキーマンと分離した後は「日本一ついてない」に戻った。
- 人間の時も福耳をしているように見えるが、これは8歳の頃に八百屋の前で転んだはずみで、キュウリが皮膚と一体化してしまった物であり、福耳ではなくキュウリ耳だと説明されている。頭部の髪の毛も5歳のときに同じ経緯によりタマネギが同化したものである。そのためタマネギの臭いを消すための朝シャンが欠かせない。本来の髪の毛は赤ん坊の頃、ボットン便所に誤って産み落とされたときのショックですべて抜けてしまった（「とっても!ラッキーネットワーク」より）。
- ラブレターを書くのが趣味で、作中でも片想いである見代（みっちゃん）に渡すためによく書いているが[7]、渡す対象の名前が書いていないなどのミスがあるため、自分のドジと不運も相まって結局です代に読まれてしまう（一度、努力の思い人の手に渡って努力の恋を実らせたこともある）。です代がいない場合もありラブレターを確実に渡せるチャンスがないわけではないが渡した後のことを都合のいいように妄想をするなどモタモタしているうちに失敗することもあるため彼自身のせいでもある。しかし、性格より容姿最優先で毎回彼女に冷たくされているのは運が悪いせいだと思っているため、その後も懲りずにラブレターを渡そうとしている。
- ある日宇宙船の下敷きになって死んでしまうが、元祖ラッキーマンと合体して生き返る（読切版では隕石に潰されたり、宇宙人に踏み潰されたりと様々）。しかし、アニメでは元祖ラッキーマンが「コンビニのバイトがあるから」という理由で変身用ラッキョと、（第46話での回想シーンで）拾った天才マンのヒーロー認定証を洋一に渡して宇宙へ帰ってしまい、合体せずに変身して生き返ることになって、事実上、2代目のラッキーマンとなる。
- 変身用ラッキョウを食べることによりラッキーマンに変身する。
  - ただし人前や変身の必要のない場面では変身できない。しかしアニメでは両親を懲らしめるため、変身の必要がなくても変身したことが1回だけある。
  - 敵対宇宙人を退治し危機を救ったあとは元の洋一の姿に戻るが、危機が続いている状態でも、前述の通り食べたラッキョウが完全に消化されると変身が解けてしまったり、状況に応じて自らの意志で変身を解いたりも可能。
  - 当の洋一自身はラッキョウはあまり好きではない（噛んだときの「キュッ」という音が苦手らしく丸飲みしている）が味は美味しいらしい。アニメ版でラッキーマンに変身するときのセリフは「今日も元気だラッキョが美味い」。
  - なぜラッキョウなのかは「ラッキー」と掛けたダジャレのため。読み切り版では洋一に「つまんねーシャレ」と言われている。
  - 洋一のように「日本一ついていない」というくらいの不運さを持つ者以外にとってはただの美味しいラッキョウであるが、ラッキーワンは元々が洋一並に不運な犬だったため、このラッキョウで変身できた。
- 作中では2度（1度目は前述の宇宙船落下の下敷き、2度目は最終話でスーパースターマンのスーパースターカッターに誤って刺されて）死亡している。
- 物語が進むにつれラッキーマンとしての出番が多くなり追手内洋一としての出番は減少していった（なお、アニメ版の指レンジャー編からは、回想シーン以外はラッキーマンとしての出番のみとなった）。
- アニメオリジナルストーリーでは彼と瓜二つのシンデレラの王子が登場しており、こちらは話し方や振る舞いは王子そのものだが身の安全のため、代理を洋一に任せてゲームセンターに遊びに行くなどいい加減な部分がある。しかし、おやじマンの加入と洋一の不運により、ですレレラに強引に結婚をさせられ、散々な目に末路を迎えた。

### 元祖ラッキーマン
- 洋一と合体する前のラッキーマン本来の姿。胸と背中のマークが地球外の言葉で書かれている。この時点から実力は無かったがラッキーは宇宙一であり、「運も実力のうち」と解釈すれば宇宙一の実力を持つヒーローであった。アニメでの声優は松本保典。
- アニメでは、宇宙人と戦っていない時はコンビニのアルバイトをしている。その影響で、アルバイトがある理由で洋一とは合体せず（変身用ラッキョウを食べて、変身して生き返ることになる）に帰ってしまい、それ以降は回想を除いて、作中に2度と登場しない。
- かつてヒーロー神から直接ヒーロー協会へのオファーを受けたことがあるが、この時は自由が減るからと乗り気ではなく、ヒーロー神がビッグコスモスゴッドリングを無くして慌てたことで有耶無耶になった（本人も気づいていなかったが、リングは頭の湯飲みの中に落ちていた）。後に世直しマンによって捨てられた天才マンのヒーロー認定証をたまたま拾ってヒーローとなる。
- 原作最終回では洋一と分離し、大宇宙神の役割を引き継ぐ。しかしヒーロー神が第3、第10小宇宙の神を掛け持ちして多忙なため、自身が第3小宇宙の見回りに出た所、同じ時期にまた死亡していた洋一と再び合体した。

## 武器・技
武装や技は豊富である。
ラッキー
ラッキーマンの最大の武器。どのような手段・行動でも（あるいは何もしていなくても）何かしらのラッキーにより、攻撃・防御等が成立する。また、他のヒーローではどうしようもない事態なども最終的にラッキーで好転していく。反面どんなラッキーが起きてどう好転するのかラッキーマン自身も全く把握できず、一見なんの意味もない出来事や（ラッキーの前振りの）ピンチすら起こり得るため、ラッキーマンが挫けて逃げようとしたり裏切ろうとしたことも度々あった。
ラッキーパンチ
ラッキーマンの繰り出すパンチ。本人がどんなに力んで放っても非常にゆっくりで、パンチ自体は強い敵相手は勿論、一般人にすら威力はほぼ皆無。しかし上述のラッキーにより何かしら相手のダメージとなる。
ラッキーキック
ラッキーマンの繰り出すキック。飛び蹴りで放つことが多いが、ラッキーパンチと同じように非常にゆっくりで威力はほぼ皆無でかつ、この技を出している間は落下速度もふにゃふにゃとゆっくりになる。しかし上述のラッキーにより何かしら相手のダメージとなる。
ラッキービーム
額の湯のみから出すことができるビーム光線。しかし直線状に飛ぶことは稀で、大抵はフニャフニャで勢いがなくまっすぐに飛ばない。速度も遅いため相手に簡単に避けられてしまったり、ラッキーマン自身が狙いを外したりもするが、最終的には何かに反射するなどのラッキーによって相手に当たる。威力はガラスすら割れないほど弱いが、作中の描写では、生身で触れた相手は電撃を浴びたようなダメージを受けるようである。ビーム自体が効かなかったり当たらなかった場合もラッキーで何かしらのダメージを与える。発射時の構えはウルトラセブンのエメリウム光線（Aタイプ）のパロディ。
茶柱サーベル
「ラッキーサーベル」とも呼ばれる。頭の湯飲みを外し「伸びろ茶柱」と叫ぶことで茶柱が伸び、細長く切れ味のある頑丈なサーベル剣になる。頭に付けたままでも伸ばせるので、茶柱の先を床や壁に当てて伸ばし自らを移動させるなどの応用も可能。「もどれ茶柱」と叫ぶと短くすることもできる。負荷がかかり過ぎると折れてしまうが、ラッキーマンの意志で幾らでも伸び、真っ当に強い相手でも刺したり斬ったりもできる等、ラッキーマンの持ってる技・武器としては非常にまともな部類。ちなみにお茶は常に熱々。
激吉ラッキーマン時にプラチナ化した際の時価は3億5千万で、伸ばせば50億になり、盗難防止用のピアノ線で頭とつながっている。ただし、プラチナ状態で伸ばすと重すぎて非力なラッキーマンでは振り回すことはおろか持って支えることもできない。
また、凶状態などのパワーダウンした状態になると、茶柱がふにゃふにゃになって倒れてしまい、この状態になると茶柱サーベルを使うことができなくなる。
ラッキー牛乳
飲むと巨大化できる牛乳。胸のマークが「巨大吉」になり、湯飲みには読売ジャイアンツのマークが付く。巨大化前の所持品も同時に巨大化される。このアイテムは主に敵が巨大である時に使用して、出す時は幸運の星から届いてくる。
こっち矢（こっちや）
先が矢印の形をしているナビゲーション機能付きの方向指示茶柱。通常時の茶柱と交換して使用する。への306号との対決前に幸運の星から届けられた。知りたい目的地や選択などを音声付でナビゲートしてくれるが、磁力や空間を操る力などで阻害されてしまう。なお、こっち矢を使っている間は茶柱サーベルは使えない。語尾には「～矢」と付く。アニメでの配役は真殿光昭。
ラッキーシーバー
こっち矢と共に届けられた、トランシーバー・電子手帳・その他様々な機能を持ったブレスレット。努力マン用とのセットで届いたが、ラッキーマンは装着後すぐにスーパースターマンに盗まれてしまい、特に使用する機会はなかった。値段は60000ラッキーYEN（税込み）。アニメでは登場しない。
隠し武器として「ラッキースラッガー」もあり（読切に登場している）、強力だが、自分の頭が坊主になってしまうのが恥ずかしいらしく、連載時には使用されることはなかった。

## 吉凶とパワーアップ
ラッキーマンの最大の武器であるラッキーの源は幸運の星である。そのため星が雲などに隠れて見えなくなったり、星の光が届かない所に行くと、一転して不幸になりパワーダウンしてしまう。また自身の感情によってもパワーアップできる。
また成り行きでなったとはいえヒーロー協会所属のヒーローであるため、ヒーロー協会会長のヒーローパワーを受けることで、幸運の星が隠れた状態でもラッキーを維持することができる。その関係上作中で起こりはしていないが、会長が死ぬとラッキーも減少するであろうことが勝利マンたちから示唆されている。
パワーの変化に伴い、胸に浮かぶ「大吉」の文字はさまざまに変化する。稀に「～吉」以外の文字になったこともある。
大吉（だいきち）
通常の形態。これでも充分に凄いラッキーで戦える。大宇宙神就任後は「大」の横に小さい文字で「宇宙神」と書かれるようになった。
中吉・小吉・吉（ちゅうきち・しょうきち・きち）
形態としては未登場。パワーアップ・ダウンの段階表示として出たのみ。その段階に応じたラッキーが起こる。
凶・大凶（きょう・だいきょう）
幸運の星の光が届かなくなるとこの形態になる。体色が全体的に暗くなり、茶柱が倒れて茶柱サーベルが使えなくなり、福耳が縮んで普通の耳になり、表情も苦しい顔になる。それまでのラッキーが消え失せて洋一の頃のごとく不幸になり、攻撃を繰り出すと逆に自らがダメージを受けてしまうなど、どんなことをしてもことごとく裏目に出てしまう。さらに悪化すると凶から大凶へと変化し、この形態になると攻撃はおろか、身動きすら全くとれず何もできなくなってしまう。最強男爵はこの状態をアンラッキーマンと呼んでいる。ただし、大吉状態ほどではないがごくわずかにラッキーは残っており、いずれの場合でも最終的には大吉に復帰できている。
不吉（ふきつ）
凶ではないが、これから起こる危機を知らせるマーク。よっちゃん編のみの登場でギャグ的な使われ方をしたが、実際にこのマークになった直後、勝利マンや努力マン、ラッキーマン自身も生命の危機に瀕した。
特吉（とくきち）
ゴールデンラッキーマンとも呼ばれる形態。怒りが頂点に達して変身するほか、会長の放つヒーローパワーを直接受けることでも変身する。福耳が蝶の形に変化し、茶柱が太くなり、さらにアニメでは体が金色になる。でたらめに放った技が一撃必殺の技になるなど、大吉よりも更にラッキーがアップするが、洋一の姿に戻った後、不幸が増すというデメリットを背負う。読切版では見代の体操服姿を見たラッキーマンが興奮したことで変身した（ナレーションによるとこれで茶柱も立ったことから、茶柱はラッキーマンのチンチンという説があるという）。
小苦・中苦・大苦・超苦（しょうくる・ちゅうくる・だいくる・ちょうくる）
ラッキーマンが苦しみにより真の生命の危機にさらされている状態。点滅しており、苦しさの度合いにより小苦→中苦→大苦→超苦と変化していき、点滅が止まるとマークが「御臨終（ごりんじゅう）」となり死んでしまう。なおラッキーに変化はない。
激吉（げききち）
プラチナラッキーマンと呼ばれる形態。特吉よりも激しい怒り（怒りが頂点を超えて反対側に落ちてまた頂点まで登って…を際限なく繰り返すほど）によって変身する。全身がプラチナに変化し、顔つきも凛々しくなる。背中には「幸運の女神」が微笑んでいる。ラッキーも更にパワーアップし演出もカッコよくなる他、プラチナの体を活かしてビーム攻撃を反射したり、茶柱サーベルの切れ味も増しているなど高い戦闘力も持っている。普段はやる気のないラッキーマンも激怒状態により、この時ばかりは戦う気満々となる。怒りの感情が消えるとプラチナがはがれ、普通の大吉状態に戻る。ボディは時価に換算すると400億2万円になる（金歯が2万円分）。
大吉圏外（だいきちけんがい）
大吉の下に小さい文字で「圏外」と書かれている。幸運の星の影響が及ばないほど遠い場所に来る（作中では第3小宇宙外が該当）とこうなる。動くことはできるが、大凶並に不幸。
予告ホームラン（よこくホームラン）
「大吉」が強引に「予告」に変形し、股間のチャックを開けることで出てきた「ホームラン」の文字と合わせたもの。パワーアップというよりはその名の通りであり、ラッキーマンは（ラッキーで）ランニングホームランを達成したことになっている。しかし、実際の野球のルールに照らせば、ラッキーマンの打撃成績はピッチャーゴロ併殺打である。二塁走者・救世主マンと一塁走者・天才マンが進塁できずにアウトにされているため凡打であり、その後に打者走者のラッキーマンが本塁に生還してもホームランとはならない。
空吉（からきち）
ラッキーを一度に使い過ぎた、いわば運が空っぽの状態。凶ではないがラッキーもない、普通の宇宙人になってしまう。回復にはしばしの休息が必要で、時間が経てば小吉、吉、中吉、大吉と段階的に回復する。
∞大吉（むげんだいきち）
∞は「無限大」の意味で、普段やる気のないラッキーマンが自ら戦う気を起こしたことにより、その心を感じて小さくなった幸運の星と一体化した姿。この形態では素早く飛び掛かりつつ茶柱サーベルで全とっかえマンの腕を切断するなどパワーやスピードが格段に増している他、脳が幸運の星の中枢と直結されているので普段よりもはるかに知能が増している、ラッキーマン最強の形態。他人にラッキーを分け与えることもできる。幸運の星と分離しても∞大吉の状態を維持できる。
なおこれら以外にも、「特凶」、「豊臣秀吉」、「車だん吉」などさまざまなパターンが存在するが、本編に重要なかかわりをしていないため割愛する。